# فورت پووک جنوبی (لوئیزیانا)
فورت پووک جنوبی (به انگلیسی: Fort Johnson South) شهری در ایالت لوئیزیانا کشور ایالات متحده آمریکا است که جمعیت آن در سرشماری سال ۲۰۱۰ میلادی، ۹٬۰۳۸ نفر بوده‌است.